# فيليب جاي دير
فيليب جاي دير (بالإنجليزية: Philip J. Dwyer)‏ هو شخصية أعمال أمريكي، ولد في 21 أغسطس 1844 في بروكلين في الولايات المتحدة، وتوفي في 9 يونيو 1917 في مانهاتن في الولايات المتحدة.